# オール・アメリカン・リジェクツ

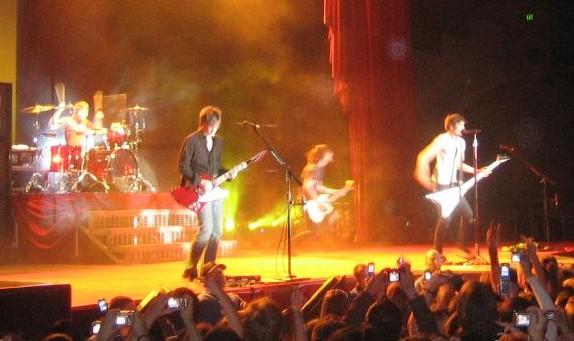
The All-American Rejects 2006

オール・アメリカン・リジェクツ（The All-American Rejects）とは、アメリカ合衆国オクラホマ州スティルウォーター出身のロックバンドである。
アメリカでは絶大な人気を誇っており、発表した4枚のアルバムの内、2枚がプラチナムディスクに認定されている。
特に「親しみやすさ」・「現実味」に重点を置いた楽曲を作るバンドとして有名で、メロディは誰もが口ずさめるような分かりやすい物が多く、歌詞においても、ごく普通に日常的に起こる事をテーマにした、誰もが共感できる物が多いのが特徴である。

## 略歴

### 1999年-2004年: 「結成」～「The All-American Rejects」
1999年に、当時高校生だったタイソン・リッターとニック・ウィーラーの二人で結成。バンド名は、「The All Americans」と「The Rejects」という二つの案を合体したものを採用し、「The All-American Rejects」となった。
その後、2001年5月17日に自主制作ミニアルバム『Same Girl, New Songs』をリリースしたところ、インディーズレーベルのドッグハウス・レコードの目に止まり、契約を結ぶ事となった。
レーベル契約から約1年後の2002年10月1日に、1stアルバム『The All-American Rejects』をリリースする。その直後に、マイク・ケナーティーとクリス・ゲイラーの二人もバンドへ加わった。
そして、そのアルバムを聴き、彼等にただならぬ才能を感じた大手インディーズレーベルのドリームワークス・レコードに見出され、同レーベルから1stアルバム『The All-American Rejects』を再リリースしたところ、見事同アルバムからの1stシングル「Swing Swing」が話題となり、全米シングルチャートにて最高60位を記録。その結果、アルバムも100万枚以上を売り上げプラチナムディスクに認定された。

### 2005年-2006年: 「Move Along」
その後、1stアルバムで大成功を収めた彼等は、大手メジャーレーベルのインタースコープ・レコードへと移籍。プロデューサーにハワード・ベンソンを迎えて、すぐにニューアルバムのレコーディングを開始した。
そして2005年7月12日に、2ndアルバム『Move Along』をリリース。すると、同アルバムは全米アルバムチャートにて、初登場6位をマーク。
更に、1stシングル「Dirty Little Secret」は、全米シングルチャートにて最高9位。続く2ndシングル「Move Along」は15位、3rdシングル「It Ends Tonight」は最高8位を記録するなど、ヒットを連発。
特に2ndシングルの「Move Along」は、MTVが主催するトータル・リクエスト・ライブにて1位を獲得し、MTV Video Music Awardsにおいても「Best Editing in a Video」と「Best Group Video」の二部門にノミネートされるなど、彼等の中で最も知名度が高い曲となる。
シングル曲の成功も相まって、結果的に『Move Along』は、全米で200万枚以上を売り上げる超える大ヒットを記録。現時点で彼等の最も売れたアルバムとなっている。

### 2007年-2009年: 「When the World Comes Down」
2ndアルバムが大成功を収めた後、表舞台からしばらく遠ざかっていた彼等だが、2007年夏に「ニューアルバムのレコーディングを開始する」との発表がされた。
そして、前作から3年以上を空けた2008年10月8日に、3rdアルバム『When the World Comes Down』をリリースした。同アルバムは、全米アルバムチャートにて初登場15位を記録し、全米で50万枚以上を売り上げている。
同アルバムからの1stシングル「Gives You Hell」が、全米シングルチャートにて最高4位を記録する大ヒットを記録。ダウンロード販売においても300万ダウンロードを記録し、結果的に彼らが最も成功を収めたシングル曲となっている。

### 2010年-現在: 「Kids in the Street」
2010年になると、大ヒット映画『アリス・イン・ワンダーランド』のサウンドトラック『オールモスト・アリス』に、「The Poison」という楽曲を提供している。また、同年6月25日から7月18日までワープド・ツアーのメインステージに出場している。
2011年末、4thアルバムの制作を行っているとの発表があった。
2012年3月26日、4thアルバム『Kids in the Street』をリリース。今作では、セリーヌ・ディオン等を手掛け、グラミー賞にもノミネート経験のある敏腕プロデューサー、グレッグ・ウェルズを起用した大作となっており、これまでの作品に比べ、サウンドスケールが大幅にアップしている。全米アルバムチャートでは、初登場18位を記録。

## メンバー
現メンバー
- タイソン・リッター / Tyson Ritter – ボーカル、ベース、キーボード、ピアノ（1999年 - ）、ウクレレ（2023年 - ）
- ニック・ウィーラー / Nick Wheeler – ドラム、パーカッション（1999年 - 2001年）、リズムギター（2001年 - 2002年）、リードギター、キーボード、ピアノ、バッキング・ボーカル （1999年 - ）、
- マイク・ケナーティー / Mike Kennerty – リズムギター、ベース、バッキング・ボーカル（2002年 - ）
- クリス・ゲイラー / Chris Gaylor - ドラム、パーカッション（2002年 - ）

旧メンバー
- ジェシー・タビシュ / Jesse Tabish – ギター、ボーカル（1999年 - 2001年）
- ティム・キャンベル / Tim Campbell – ドラム、パーカッション（2001年 - 2002年）

ツアーメンバー
- ティモシー・ヨルダンII / Timothy Jordan II – キーボード、ピアノ、バッキング・ボーカル、ギター、パーカッション（2005年）※2005年没
- ニック・フォクサー / Nick Foxer - キーボード、ピアノ、バッキング・ボーカル、ギター（2006年）
- ブッチ・ウォーカー / Butch Walker – ベース、バッキング・ボーカル（2006年）
- ケビン・トード・ソーニェ / Kevin "Toad" Saulnier – キーボード、ピアノ、バッキング・ボーカル、ギター、パーカッション（2006年 - 2011年）
- イーサン・ノバク / Ethan Novak – ベース、バッキング・ボーカル、ギター（2008年 - 2011年）
- マイク・ショークロス / Mike Shawcross – パーカッション、バッキング・ボーカル（2011年 - 2013年）
- マット・ルバーノ / Matt Rubano – ベース、バッキング・ボーカル、キーボード、ピアノ、ギター（2011年 - 2016年）
- スコット・チェザック / Scott Chesak – キーボード、ピアノ、バッキング・ボーカル、ギター、パーカッション（2011年 - 2024年）、ベース（2014年 - 2024年）、サクソフォーン（2023年 - 2024年）

## ディスコグラフィー

### アルバム
| 発売日         | タイトル                  | レーベル                               | 全米ビルボードアルバムチャート最高位 | セールス                       |
| 2003年2月4日   | The All-American Rejects  | ドリーム・ワークス/ドッグハウス        | 25位                                 | 100万枚 （プラチナムディスク） |
| 2005年7月12日  | Move Along                | インタースコープ・レコード             | 6位                                  | 200万枚 （ダブルプラチナム）   |
| 2008年12月16日 | When the World Comes Down | DGCレコード/インタースコープ・レコード | 15位                                 | 50万枚 （ゴールドディスク）    |
| 2012年3月26日  | Kids in the Street        | DGCレコード/インタースコープ・レコード | 18位                                 | —                              |

### シングル
| 発表年 | 曲名                     | 各国チャート最高位 | 各国チャート最高位 | 各国チャート最高位 | 各国チャート最高位 | 収録アルバム              |
| 発表年 | 曲名                     | Hot 100            | Pop 100            | Modern Rock        | UK Single          | 収録アルバム              |
| ------ | ------------------------ | ------------------ | ------------------ | ------------------ | ------------------ | ------------------------- |
| 2002年 | "Swing, Swing"           | 60                 | —                  | 8                  | 13                 | The All-American Rejects  |
| 2003年 | "The Last Song"          | —                  | —                  | 29                 | 69                 | The All-American Rejects  |
| 2003年 | "Time Stands Still"      | —                  | —                  | —                  | —                  | The All-American Rejects  |
| 2005年 | "Dirty Little Secret"    | 9                  | 4                  | —                  | 18                 | Move Along                |
| 2006年 | "Move Along"             | 15                 | 12                 | —                  | 42                 | Move Along                |
| 2006年 | "It Ends Tonight"        | 8                  | 7                  | —                  | 66                 | Move Along                |
| 2008年 | "Gives You Hell"         | 4                  | 2                  | 32                 | 18                 | When the World Comes Down |
| 2009年 | "The Wind Blows"         | 113                | 56                 | —                  | —                  | When the World Comes Down |
| 2009年 | "I Wanna"                | 92                 | —                  | —                  | 84                 | When the World Comes Down |
| 2012年 | "Beekeeper's Daughter"   | 124                | 38                 | —                  | 132                | Kids in the Street        |
| 2012年 | "Kids in the Street"     | —                  | —                  | —                  | —                  | Kids in the Street        |
| 2012年 | "Heartbeat Slowing Down" | —                  | —                  | —                  | —                  | Kids in the Street        |
| 2015年 | "There's a Place"        | —                  | —                  | —                  | —                  | （未定）                  |

### EPs
- Same Girl, New Songs （2001年）- 自主制作デモ盤
- The Bite Back EP （2005年）
- The All-American Rejects Soundcheck Vol. 1 （2008年）
- Gives You Hell: The Remixes （2009年）
- The All-American Rejects Soundcheck Vol. 2 （2009年）
- The Wind Blows: The Remixes （2009年）
- Rhapsody Originals （2009年）
- I Wanna: The Remixes （2009年）
- Flatline EP （2012年）

### ライブDVD
- Live from Oklahoma... The Too Bad for Hell DVD! （2003年）
- Live at the Wiltern LG DVD （2006年）
- Tournado （2007年）
- Schooled （2007年）

### サウンドトラック
- 「The Future Has Arrived」（邦題：「ここは未来」）- ルイスと未来泥棒 オリジナル・サウンドトラック （2007年）
- 「The Poison」 - オールモスト・アリス （2010年）

### ミュージックビデオ
各アルバムから作成されているミュージックビデオは、以下の通り。

#### 『The All-American Rejects』
- Swing, Swing （2003年）
- The Last Song （2003年）
- My Paper Heart （2003年）
- Time Stands Still （2003年）

#### 『Move Along』
- Dirty Little Secret （2005年）
- Move Along （2006年）
- Top of the World （2006年）
- It Ends Tonight （2006年）

#### 『When the World Comes Down』
- Gives You Hell （2008年）
- The Wind Blows （2009年）
- I Wanna (UK) （2009年）
- I Wanna (US) （2009年）

### 『Kids in the Street』
- Someday's Gone （2011年）
- Beekeeper's Daughter （2012年）
- Kids in the Street （2012年）
- Walk Over Me （2012年）

## トリビア
- ホンダが主催する「The Honda Civic Tour 2009」にヘッドライナーとしてツアーを行う予定になっていたが、2008年に起きた未曽有の大不況により会社側が開催できなくなった為キャンセルとなってしまった。

- 彼らの代表曲とも言える「Move Along」は、レゴ社が作る玩具のシリーズ「バイオニクル」のCMソングになっている。また、「2006 MTV Video Music Awards」にて、「Best Editing in a Video」と「Best Group Video」にもノミネートされている。

- メンバー達は影響を受けたアーティストとしてAC/DC、デフ・レパード、ボン・ジョヴィ等を挙げている。

- 3rdアルバムの『When the World Comes Down』には、日本盤のみのボーナス・トラック曲としてmihimaru GTのhirokoとのコラボ曲「Another Heart Calls feat. hiroko from mihimaru GT」が収録されている。

- 3rdアルバム『When the World Comes Down』からの2ndシングルは、国よって異なっている。全米では11曲目に収録されている「The Wind Blows」だが、イギリスとオーストラリアでは、1曲目に収録されている「I Wanna」が2ndシングル扱いとなっている。

- 全米1位に輝いたブリトニー・スピアーズの大ヒット曲「Womanizar」のカバー曲を、リリー・アレンに続いて発表している。彼等が突如発表を決意した理由だが、「ブリトニー・スピアーズよりも上手に歌えるから」との事[11]。なお、この曲はYouTubeなどで試聴できる。

- 「Dirty Little Secret」は『ワールドサッカー ウイニングイレブン 2010』の挿入歌として使われている。

## 日本公演
| 開催年 | 日付・場所 |
| ------ | --- |

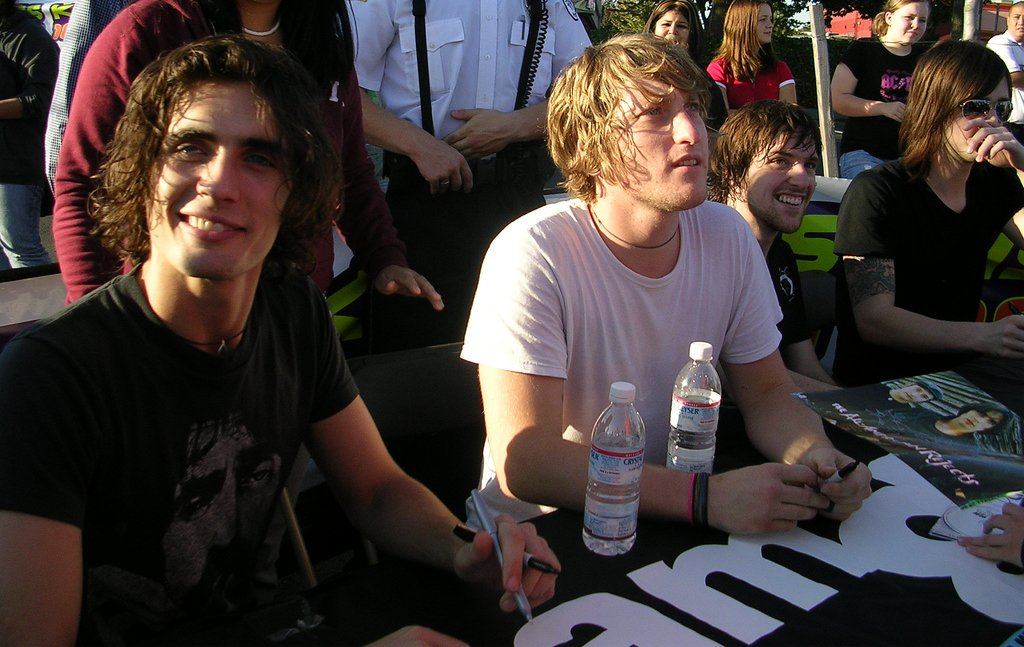
サイン会での様子（2005年）。写真手前からタイソン、クリス、マイク、ニック。

| 2003年 | - 12月1日に、初来日公演を「新宿リキッドルーム」にて。                                                                                  |
| 2004年 | - 8月7日～8日まで「サマーソニック」に出演。                                                                                            |
| 2006年 | - 1月9日に「大阪 心斎橋CLUB QUATTRO 」にて。 - 1月10日に「名古屋 名古屋CLUB QUATTRO」にて。 - 1月11日に「東京 渋谷CLUB QUATTRO」にて。 |
| 2009年 | - 3月4日に「東京 O-East」にて。 - 8月7日～9日まで「サマーソニック」に出演。                                                            |